# Richard Pintsch
Richard Pintsch (* 19. Februar 1840 in Berlin; † 6. September 1919 ebenda) war ein deutscher Konstrukteur und Unternehmer.

## Leben

### Ausbildung zum Klempner und Entwicklung zum Unternehmer
Richard Pintsch war der älteste Sohn von Julius Pintsch, der 1843 in Fürstenwalde bei Berlin eine Werkstatt für Gegenstände des Beleuchtungswesens gegründet hatte, in der ab 1848 Apparate zur Herstellung von Leuchtgas und Gasmesser produziert wurden.
Nach Abschluss einer vierklassigen Höheren Bürgerschule begann er im Alter von 15 Jahren eine Lehre in der väterlichen Fabrik.
1867 entwickelte Richard Pintsch einen Gasdruck-Regulator für die Beleuchtung der Waggons der Niederschlesisch-Märkischen Eisenbahn, 1869 fuhren zwei Nachtzüge zwischen Berlin und Breslau mit dieser Beleuchtung. 1879 übernahm er mit seinen Brüdern Julius und Oskar das väterliche Unternehmen, das ein betriebssicheres Beleuchtungssystem unter Verwendung von Ölgas – „Pintschgas“ – und Pressgas für die Beleuchtung produzierte. Das Prinzip wurde in den 1870er Jahren auf Seezeichen erweitert. Die beleuchteten Zeichen hielten auch schwerem Seegang stand und brannten drei bis sechs Monate wartungsfrei. 1880 rüstete das Unternehmen den Suezkanal und Nord-Ostsee-Kanal mit Leuchtzeichen aus.
Richard Pintsch baute über Deutschland verteilt insgesamt 190 Werke zur Herstellung von Ölgas und expandierte auch ins Ausland.
1886 brachte er mit Carl Auer von Welsbach den ersten für Gasglühlicht brauchbaren Bunsenbrenner heraus, der den Siegeszug des „Auerlichts“ ermöglichte. Ab 1893 stellte Pintsch auch Glühlampen her.
Nach Verabschiedung des deutschen Patentgesetzes befürchtete Richard Pintsch den Widerruf der für Großbritannien geltenden Patente. Um das zu verhindern, sollten die Pintsch-Lampen in Großbritannien produziert werden. 1909 erwarb er daher die britische Power Plant Construction Co. in Brimsdown, Middlesex (heute zu Enfield Town, Greater London), und eröffnete die Lampenfabrik Imperial Lamp Works (ab 1910 Brimsdown Lamps Work). Im Ersten Weltkrieg versuchte er, diese Tochtergesellschaften vor Enteignung zu schützen, und übertrug bis 1917 70 Prozent der Anteile an einen britischen Rechtsanwalt und den Managing director des Werks. Dennoch wurde die Lampenfabrik beschlagnahmt und an das britische Unternehmen Cosmos Lamp Works Ltd. verkauft. 1910 holte Pintsch den Schweizer Ingenieur Hugo Grob ins Unternehmen, der in den nächsten zwei Jahren eine elektrische Zugbeleuchtung entwickelte. Später wandte er sich der Wasserstofftechnik und der Ballonfahrt zu.
Richard Pintsch heiratete 1868 die 27-jährige Marie Heller (1841–1871), Tochter des Rentiers Johann Heller und der Friederike Heller. Sie verstarb bereits im 3. Ehejahr. 1875 heiratete er Marie Goldbeck († 1922), Tochter des Rentiers August Goldbeck und der Katharine Goldbeck geb. Koller. Mit seiner zweiten Ehefrau hatte er drei Söhne und vier Töchter.

Ein Jahr nach Ende des Ersten Weltkriegs starb Richard Pintsch, drei Jahre später auch seine Ehefrau Maria. Beide wurden in der Familiengrabstätte der Familie Pintsch auf dem Friedhof I. der evangelischen Georgen-Parochialgemeinde in Berlin bestattet. Die aufwändige Grabstätte hat die Form eines dorischen Tempels. 

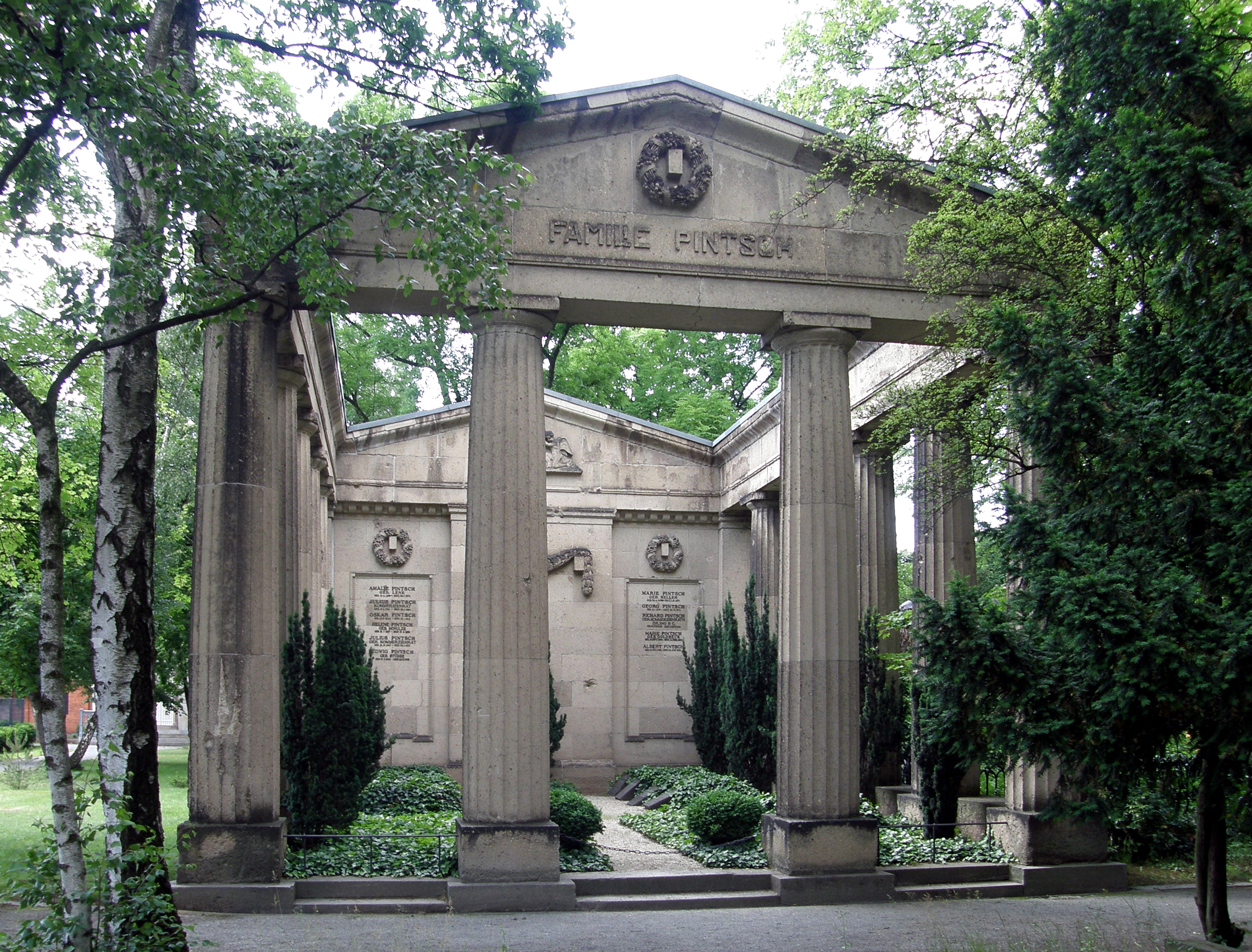
Familiengrabstätte Pintsch

Trotz ihrer sieben Kinder fehlte es dem Ehepaar an einem für die Unternehmensleitung qualifizierten Erben. Sohn Erwin Pintsch verfiel dem Alkohol und starb knapp dreißigjährig in Berchtesgaden. Sein Grab befindet sich dort auf dem Alten Friedhof. Die vier Töchter wurden wohlhabend verheiratet. Tochter Martha heiratete den promovierten Juristen Otto Bormann (1877–1973), der 1953 die Julius Pintsch West KG in Hamburg mit der Bamag GmbH in Köln zur Pintsch-Bamag AG mit Hauptsitz in Butzbach fusionierte und bis zu deren Verkauf Hauptaktionär war. 

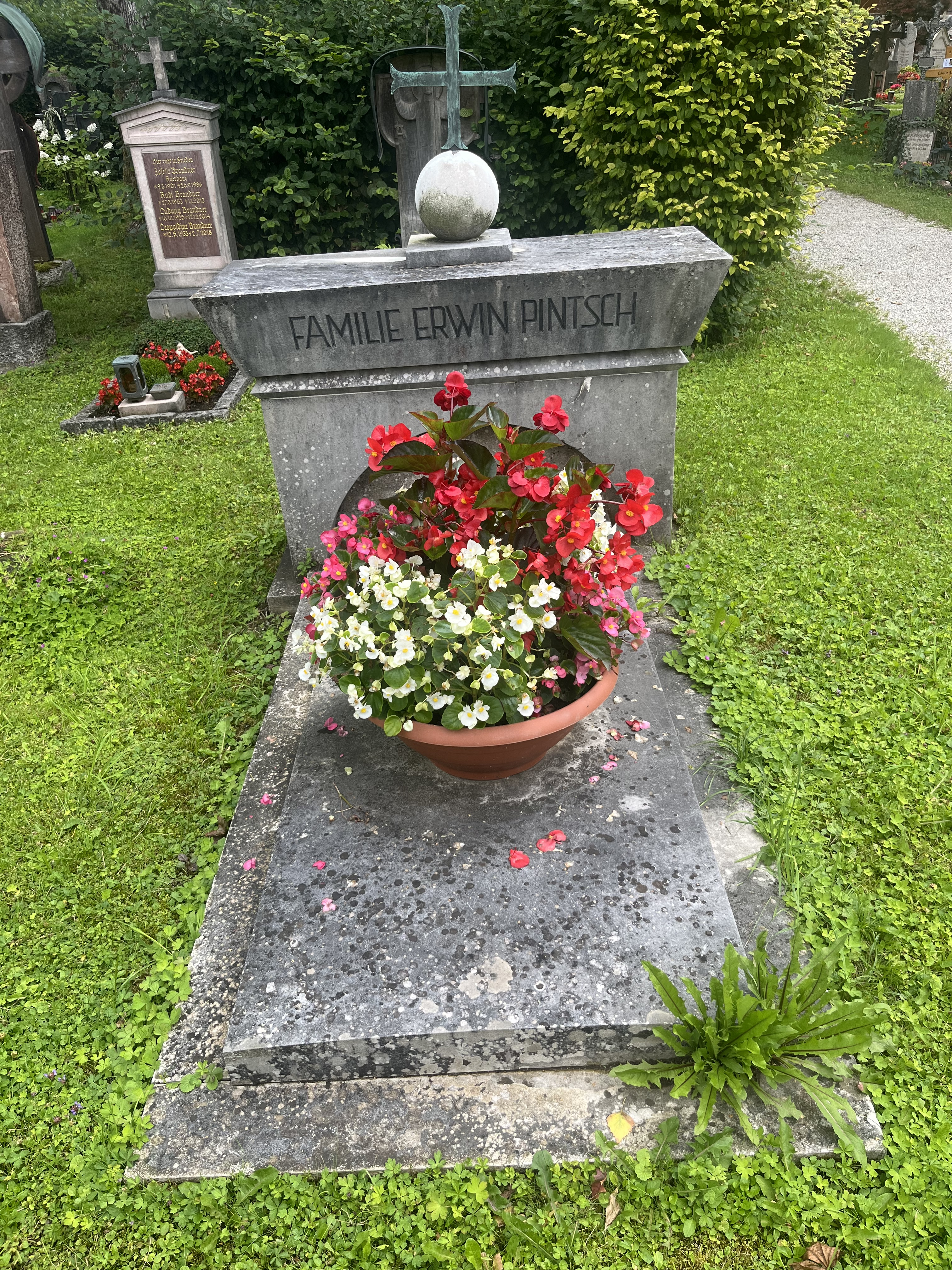
Grabstätte Erwin Pintsch

### Villa Marienfels
Ende der 1880er Jahre kam Richard Pintsch in das Berchtesgadener Land, wo ihn als Konstrukteur vor allem die Reichenbach’sche Soleleitung interessierte, die vom Salzbergwerk Berchtesgaden bis zur ungefähr zwanzig Kilometer entfernten Saline Bad Reichenhall verlief, entlang der Flanke eines kleinen Berges, des Kälbersteins. In unmittelbarer Nähe zu dieser Soleleitung erwarb er kurzentschlossen ein Grundstück, auf dem er die Villa Marienfels errichten ließ. Der Bauplatz lag an einem ausgesetzten und vorgelagerten, sehr schroffen Steilhang und galt deshalb als ausgesprochen schwierig. Entworfen wurde das ungewöhnliche Gebäude im Stil der Neurenaissance von den Berliner Architekten Wilhelm Cremer und Richard Wolffenstein. Die tragende Eisenkonstruktion des anscheinend über dem Stadtkern schwebenden Hauses wurde 1892 in Berlin-Fürstenwalde gefertigt, dort probeweise zusammengesetzt und dann mit der Eisenbahn nach Berchtesgaden transportiert. Die Montage auf einer weitgehend künstlich erstellten Hangterrasse nahm nur vier Monate in Anspruch. Die Villa Marienfels wurde nach Pintschs Ehefrau benannt, der er das Haus offiziell zum Geschenk machte.
Die Villa wurde mit größtem technischen Komfort ausgestattet, dazu gehörte eine eigene Wasserversorgung – dreizehn Jahre bevor in Berchtesgaden ein zentrales Leitungsnetz installiert wurde. Sie war auch an das Stromnetz der Berchtesgadener Elektrizitätsversorgungs-Gesellschaft angeschlossen, der ersten in ganz Bayern. Außer einer Dampf-Zentralheizung für sämtliche Räumen besaß das Haus auch eine Personenrufanlage mit Gegensprechfunktion und einen elektrischen Schrägaufzug, mithilfe dessen der herzkranke Richard Pintsch ohne Mühe die fünfzig Höhenmeter von seiner Garage in der Ludwig-Ganghofer-Straße bis hinauf in sein Haus überwinden konnte. Die Gestaltung der Inneneinrichtung oblag völlig der Bauherrin. Exquisite Möblierung, eine gusseiserne Treppe über alle drei Geschosse des Hauses, Grotesk-Malereien, kostbare Holzdecken mit Schnitzereien und Brandmalereien und farbige Bleiglasfenster gehörten zum gediegenen Luxus. Die Planung und der Ausbau des Gartens nahmen fünfundzwanzig Jahre in Anspruch.

### Ehrungen und Auszeichnungen

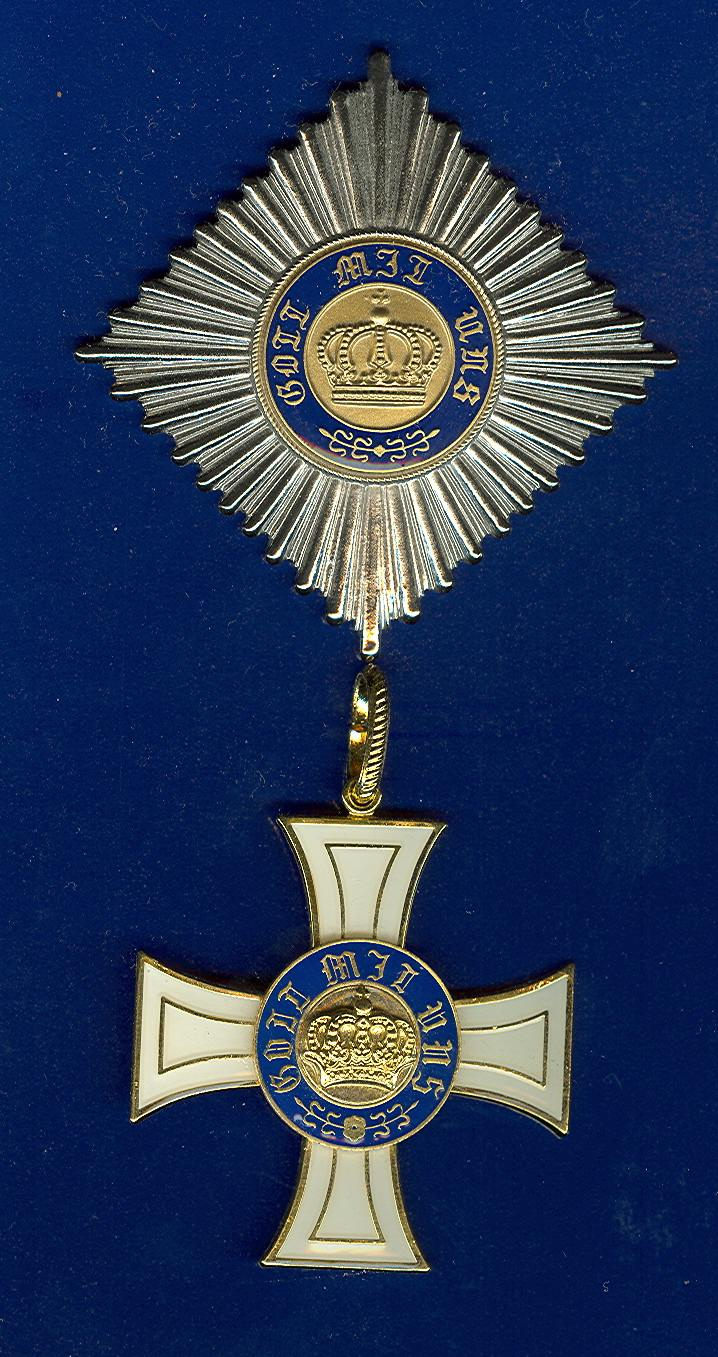
Preußischer Kronenorden II. Klasse

Richard Pintsch war Gründungsmitglied und seit 1910 Ehrenmitglied der Deutschen Maschinentechnischen Gesellschaft, außerdem Mitglied der Preußischen Akademie des Bauwesens und Ehrenmitglied des Vereins zur Beförderung des Gewerbefleißes. Nach ihm ist die Pintschallee in Berlin-Britz – nahe dem Teltow-Kanal – benannt.
Richard Pintsch erhielt außerdem folgende Ehrungen und Auszeichnungen:
- 1887: Ernennung zum Kommerzienrat
- 1896: Ernennung zum Geheimen Kommerzienrat
- 9. August 1906: Verleihung der Ehrenbürgerwürde der Gemeinde Berchtesgaden (für seine Verdienste als Wohltäter des Kindergartens und des Bruderhauses der Gemeinde Berchtesgaden)
- 19. Februar 1910 (zum 70. Geburtstag): Verleihung des preußischen Kronenordens II. Klasse und der Ehrendoktorwürde (Dr.-Ing. E.h.) der Technischen Hochschule (Berlin-)Charlottenburg für sein Lebenswerk
- Bunsen-Pettenkofer-Plakette des Vereins Deutscher Gas- und Wasserfachmänner
- Ehrenmitgliedschaft des Vereins Deutscher Maschinen-Ingenieure und der Polytechnischen Gesellschaft
- Große goldene Delbrück-Medaille (die alle fünf Jahre vom Verein zur Förderung des Gewerbefleißes verliehen wurde)
- Ehrenbürgerwürde der Gemeinde Fürstenwalde/Spree